# Arie Luyendyk jr.

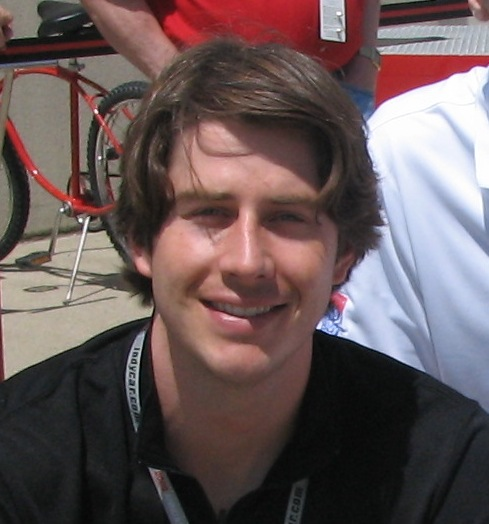
Arie Luyendyk jr. in 2009

Arie Luyendyk jr. ('s-Hertogenbosch, 18 september 1981) is een Nederlands autocoureur. Hij is de zoon van Arie Luyendyk, die ook bekend werd door zijn prestaties in de autosport, onder andere door de Indianapolis 500 te winnen.
In 2007 rijdt hij voor AFS Racing, en zal vanaf oktober van dat jaar ook reservecoureur zijn voor het Nederlandse A1-team, achter Jeroen Bleekemolen.

## Carrière
Arie begon met karten in 1992 en deed zes jaar later voor het eerst mee in de Amerikaanse Formule Ford.
In 2005 probeerde Luyendyk zijn debuut te maken in de Indy Racing League bij de Indianapolis 500, maar zijn kwalificatietijd was te langzaam om hem toe te laten tot de race.
Bij de Indianapolis 500 van 2006 wist hij zich wel te kwalificeren, dit deed hij in een auto die eigendom was van zijn vader. De race was uiteindelijk weinig succesvol, hij finishte als 28e.
Nadat hij eerder al enkele seizoenen in de Indy Pro Series gereden had, dat in 2008 omgedoopt werd tot Indy Lights, was het in 2008 opnieuw de beurt aan Arie Luyendyk Jr. om een volledig seizoen te racen in deze klasse. Tijdens de laatste race van het seizoen 2008, op de oval van Chicagoland, pakte Arie Jr. zijn allereerste overwinning in deze klasse. Het feest werd compleet gemaakt doordat zijn teamgenoot bij AFS/AGR Racing, de Braziliaan Raphael Matos, het kampioenschap wist te pakken.

## Race resultaten

### American open–wheel race resultaten
(Races in vet betekent pole positie / Races cursief betekent snelste ronde)

#### Indy Lights
| Jaar | Team                    | 1      | 2        | 3       | 4       | 5       | 6     | 7      | 8      | 9       | 10      | 11     | 12      | 13     | 14      | 15      | 16    | Pos | Punten |
| ---- | ----------------------- | ------ | -------- | ------- | ------- | ------- | ----- | ------ | ------ | ------- | ------- | ------ | ------- | ------ | ------- | ------- | ----- | --- | ------ |
| 2002 | Luyendyk Racing         | KAN 10 | NSH 2    | MIS 2   | KTY 6   | STL 2   | CHI 2 | TXS 7  |        |         |         |        |         |        |         |         |       | 2   | 236    |
| 2003 | Sinden Racing           | HMS 4  | PHX 10   | INDY 15 | PPIR 3  | KAN 12  | NSH 9 | MIS 11 | STL 3  | KTY 4   | CHI 4   | FON 10 | TXS 13  |        |         |         |       | 7   | 299    |
| 2004 | Sam Schmidt Motorsports | HMS 9  | PHX 2    | INDY 3  | KAN 7   | NSH 11  | MIL 9 | MIS 8  |        |         |         |        |         |        |         |         |       | 3   | 330    |
| 2004 | AFS Racing              |        |          |         |         |         |       |        | KTY 4  | PPIR 5  | CHI 4   | FON 14 | TXS 4   |        |         |         |       | 3   | 330    |
| 2005 | AFS Racing              | HMS    | PHX 4    | STP 5   | INDY    |         |       |        |        |         |         |        |         |        | FON 6   |         |       | 11  | 228    |
| 2005 | Brian Stewart Racing    |        |          |         |         | TXS 10  | IMS 6 | NSH 8  | MIL 7  | KTY 10  | PPIR 10 | SNM    | CHI     | WGL    |         |         |       | 11  | 228    |
| 2006 | AFS Racing              | HMS 4  | STP1 DNS | STP2    | INDY    | WGL 11  | IMS   | NSH 11 | MIL    | KTY     | SNM1    | SNM2   | CHI 6   |        |         |         |       | 15  | 105    |
| 2007 | Guthrie Racing          | HMS    | STP1     | STP2    | INDY    | MIL     | IMS1  | IMS2   | IOW    | WGL1 17 | WGL2 22 | NSH    | MDO     | KTY    | SNM1    | SNM2    | CHI   | 35  | 21     |
| 2008 | AGR-AFS Racing          | HMS 4  | STP1 6   | STP2 22 | KAN 3   | INDY 14 | MIL 8 | IOW 2  | WGL1 7 | WGL2 7  | NSH 3   | MDO1 8 | MDO2 11 | KTY 3  | SNM1 17 | SNM2 16 | CHI 1 | 4   | 428    |
| 2010 | Andersen Racing         | STP    | ALA      | LBH     | INDY 14 | IOW     | WGL   | TOR    | EDM    | MDO     | SNM     |        |         |        |         |         |       | 17  | 82     |
| 2010 | Alliance Motorsports    |        |          |         |         |         |       |        |        |         |         | CHI 7  | KTY 9   | HMS 12 |         |         |       | 17  | 82     |

#### IndyCar
| Jaar | Team                            | 1   | 2   | 3   | 4       | 5        | 6   | 7   | 8   | 9   | 10  | 11  | 12  | 13   | 14  | 15  | 16  | 17  | Pos | Punten |
| ---- | ------------------------------- | --- | --- | --- | ------- | -------- | --- | --- | --- | --- | --- | --- | --- | ---- | --- | --- | --- | --- | --- | ------ |
| 2005 | CURB/Agajanian/Beck Motorsports | HMS | PHX | STP | MOT     | INDY DNQ | TXS | RIR | KAN | NSH | MIL | MIS | KTY | PPIR | SNM | CHI | WGL | FON | NC  | –      |
| 2006 | Luyendyk Racing                 | HMS | STP | MOT | INDY 28 | WGL      | TXS | RIR | KAN | NSH | MIL | MIS | KTY | SNM  | CHI |     |     |     | 36  | 10     |

#### Indianapolis 500
| Jaar | Chassis | Motor     | Start | Finish | Team     |
| ---- | ------- | --------- | ----- | ------ | -------- |
| 2005 | Dallara | Chevrolet | DNQ   | DNQ    | Beck     |
| 2006 | Panoz   | Honda     | 31    | 28     | Luyendyk |